# یورکی لومه
یورکی لومه (فنلاندی: Jyrki Lumme؛ زادهٔ ۱۶ ژوئیهٔ ۱۹۶۶) بازیکن هاکی روی یخ اهل فنلاند بود.
از باشگاه‌هایی که در آن بازی کرده‌است می‌توان به فینیکس کایوتیس، ونکوور کناکز و مونترآل کانادینز اشاره کرد.